# لوني لافونتين
لوني لافونتين (1854-1949) كانت نسوية بلجيكية وداعية بارزة للسلم. ناشطة في الكفاح النسوي الدولي، كانت عضوًا في الرابطة البلجيكية لحقوق النساء، المجلس الوطني البلجيكي للمرأة والرابطة النسائية الدولية للسلام والحرية. كان شقيقها هنري لافونتين، محامٍ بلجيكي عالمي ورئيس مكتب السلام العالمي الذي حصل على جائزة نوبل للسلام في عام 1913، وكان أيضًا مدافعًا قديمًا عن حقوق النساء وحق الاقتراع، وأسس عام 1890 الرابطة البلجيكية لحقوق النساء.
أنشأت المكتب المركزي لتوثيق النساء عام 1909 بالقرب من مشروع موندانيوم، الذي أنشأه بّول أوتليت وشقيقه هنري لافونتين ولمفهوم التوثيق، وأنشأت في منزلها الخاص مكتبة للاتحاد البلجيكي لحقوق النساء، لتساعد النساء في خياراتهم المهنية. توفيت لوني لافونتين في 26 يناير 1949، وهي السنة التي دخل فيها قانون السماح للنساء بالتصويت حيز التنفيذ.

## التعليم التقدمي
تلقت لوني وهنري لافونتين تعليمًا تقدميًا جيدًا من والدتهما لويس فيليبس، التي كانت امرأة مثقفة جدًا، وأحيت صالونًا أدبيًا في منزلها.

## قضية ماري بّوبّلين – الدافع
كانت ماري بّوبّلين (1846-1913) أول امرأة في بلجيكا تكمل دراساتها في دكتوراه القانون عام 1888، في الجامعة الحرة في بروكسل. قدَّمت ماري بّوبّلين للقبول في نقابة المحامين والذي كان سيمنحها حق الالتماس للقضايا في محاكم بروس. رُفض هذا، بالرغم من عدم وجود قانون أو تشريع يمنع قبول النساء في النقابة. التماساتها لمحكمة الاستئناف ومحكمة النقض كانت غير ناجحة، لكنها ذُكرت على نحو واسع في الصحافة البلجيكية والأجنبية. »قضية بّوبّلين« (بالفرنسية: L'Affaire Popelin) كانت الدافع للكفاح النسوي في بلجيكا، وجمعت المؤيدين لتعليم الإناث وحقوق النساء في بلجيكا مثل لوني لافونتين، وهنري لافونتين، وهيكتور دينيس، وإيسلا فان ديست، ولويس فرانك، وماري بّوبّلين. نتج عن الحركة إنشاء الاتحاد البلجيكي لحقوق النساء عام 1892.

## كفاح النسوية والسلامية
في عام 1892، انضمت لوني لافونتين إلى الاتحاد البلجيكي لحقوق النساء، بوظيفة أمينة صندوق ومسؤولة عن الأعمال الخيرية. منذ عام 1893، شاركت لوني لافونتين بعمل سجلات للمرجع الببليوغرافي العالمي مع بّول أوتليت وهنري لافونتين. في عام 1895، انضمت إلى الاتحاد الدولي للنساء من أجل السلام، وشاركت في السلامية. في عام 1924، أسست القسم البلجيكي من الرابطة النسائية الدولية للسلام والحرية.

## التكريم
أطلقت جامعة النساء (Université des Femmes)، والجمعية الفرنسية للترويج لدراسات النوع الاجتماعي في بلجيكا على مكتبتها اسم مكتبة لوني لافونتين.